# Roberto Ceruti
Roberto Ceruti (Paderno Ponchielli, 10 de noviembre de 1953) fue un ciclista profesional entre 1977 y 1987 cuyo mayor éxito sería la victoria en una de las etapas del Giro de Italia 1979.

## Carrera
En su época de amateur, fue campeón italiano y bronce en el Campeonato Mundial de Ciclismo en Ruta en 1975. También participó en los Juegos Olímpicos de Montreal 1976. Cuando llegó a ser profesional, fue gregario de Giuseppe Saronni, obteniendo como principal éxito el Giro de la Romagna en 1977, una etapa del Giro de Italia 1979, el Tour de Umbría del 1980 y el Gran Premio Ciudad de Camaiore del 1984.

## Palmarés
1975
Circuito del Porto-Trofeo Arvedi
Campeonato italiano de la prueba en ruta en categoría amateur. 
Victoria de etapa en la Semana Lombarda (Petosino > Petosino).
Medalla de bronce en el Campeonato Mundial de Ciclismo en Ruta en categoría amateur .
1976
Victoria de etapa (contrarreloj) y la clasificación general de Gran Premio Guillermo Tell.
1977
Giro de la Romagna
1979
Vencedor de la etapa Giro de Italia (Treviso > Pieve di Cadore).
1980
Tour de Umbría
1984
Gran Premio Ciudad de Camaiore
1985
- Victoria de la 2ª etapa en la CRE en el Giro de Italia con el equipo Del Tongo (junto a Giuseppe Saronni, Emanuele Bombini, Marco Vitali, Frank Hoste, Rudy Pevenage, Luciano Loro, Maurizio Piovani y Dirk Wayenberg).

## Resultados en Grandes Vueltas y Campeonato del Mundo
| Carrera                      | 1977 | 1978 | 1979 | 1980 | 1981 | 1982 | 1983 | 1984 | 1985 | 1986 |
| ---------------------------- | ---- | ---- | ---- | ---- | ---- | ---- | ---- | ---- | ---- | ---- |
| Giro de Italia               | 60.º |      | 27.º | 17.º | 35.º | 21.º | 47.º | -    | 21.º | 48.º |
| Tour de Francia              | -    | -    | -    | -    | -    | -    | -    | -    | -    | -    |
| Vuelta a España              | -    | -    | -    | -    | -    | -    | 23.º | 37.º | -    | -    |
| Campeonato del Mundo en ruta | -    | -    | -    | Ab.  | -    | 37.º | Ab.  | Ab.  | -    | -    |